# جاك لويس (لاعب كرة قدم)
جاك لويس (بالإنجليزية: Jack Lewis)‏ (26 أغسطس 1919 بوالسال في المملكة المتحدة - 1 يناير 2002) هو لاعب كرة قدم إنجليزي في مركز الوسط. لعب مع كريستال بالاس ونادي بورنموث ونادي ريدنغ ووست بروميتش ألبيون ونادي كيترينغ تاون.